# Ivy Latimer
Ivy Evan Latimer (Sydney, Ausztrália, 1994. december 1. –) ausztrál színész. Szerepelt a Makoi hableányok és Az én kis szörnyeim című sorozatokban.

## Pályafutása
2002-ben szerepelt a White Collar Blue című ausztrál sorozatban. 2004 és 2006 között a Love My Way című, szintén ausztrál drámasorozatban tűnt fel. 2012 májusában megkapta Nixie szerepét a Makoi hableányok című ifjúsági sorozat első évadjában.

## Filmográfia
| Év        | Magyar cím              | Eredeti cím             | Szerep               | Megjegyzések           |
| --------- | ----------------------- | ----------------------- | -------------------- | ---------------------- |
| 2002      | Szentek kórháza         | All Saints              | Madelaine James      | 1 epizód               |
| 2002      |                         | White Collar Blue       | Lel                  | 14 epizód              |
| 2003      |                         | Grass Roots             | Chantelle            | 1 epizód               |
| 2004      |                         | The Cooks               | Isabella             | 1 epizód               |
| 2004–2006 |                         | Love My Way             | Ashley McCluskey     | 7 epizód               |
| 2005      | Otthonunk               | Home and Away           | Olivia Richards      | 9 epizód               |
| 2009      |                         | Franswa Sharl           | Cassie Bishop        | rövidfilm              |
| 2009      | Mindenkit érhet baleset | Accidents Happen        | Linda Conway         | film                   |
| 2010–2011 | Az én kis szörnyeim     | Me and My Monsters      | Angela Carlson       | főszereplő (26 epizód) |
| 2011      | A penge éle             | Underbelly: Razor       | Constance Solomon    | 1 epizód               |
| 2013      | Makoi hableányok        | Mako: Island of Secrets | Nixie                | főszereplő (1. évad)   |
| 2014–2015 |                         | Studio 3                | önmaga / műsorvezető |                        |